# Тарас, Валентин Ефимович
Валентин Ефимович Тарас (бел. Валянцін Яфімавіч Тарас; 9 февраля 1930, Минск, БССР, СССР — 13 февраля 2009) — советский и белорусский прозаик, поэт, публицист, критик и переводчик. Автор литературно-драматических композиций и текстов большинства песен для концертной программы «Через всю войну» ансамбля «Песняры».
Член Союза писателей СССР (с 1961 года).

## Биография
Родился 9 февраля 1930 года в Минске, в семье художника. В возрасте тринадцати лет принял решение примкнуть к партизанскому отряду «За Советскую Родину» бригады им. Чкалова (Барановичское партизанское соединение). После освобождения Беларуси от немецких захватчиков, трудоустроился на работу шлифовщиком параллельно завершал обучение в школе рабочей молодёжи.
В начале 1948 года возвратился в родной Минск. Стал трудиться разнорабочим на Минской бисквитной фабрике, а также продолжал обучаться в вечерней школе. Поступил и получил образование в 1955 году, окончив отделение журналистики филологического факультета Белорусского государственного университета им. В.И.Ленина. Трудоустроился работать в редакцию газеты «Звязда», здесь он творил с 1955 по 1962 годы. С 1964 по 1968 годы работал в должности редактора отдела прозы журнала «Нёман».
В мае 1968 года был уволен с работы за антисоветскую деятельность. Один из основных фигурантов «Дела Вакуловской» (на чьей квартире собирались литераторы, художники, журналисты, которые занимали критическую позицию относительно советского режима). Его произведения перестали публиковать, запретили снимать фильмы по его сценарию. В самом начале перестройки работал как публицист. Являлся наблюдателем в комитете Белорусского Фонда Сороса и Белорусского Хельсинкского Комитета.
Последние годы жизни проживал в Минске. Умер 13 февраля 2009 года.

## Творчество
В 1949 году были напечатаны его первые стихотворения в альманахе «Советская Отчизна». Далее в свет выходят три поэтических сборника «Минска улицы родные» (1959), «Доверие» (1960) и «Тревожная земля» (1963). В 1971 году в журнале «Юность» печатается его повесть «Первая молния». В 1973 году издательство «Детская литература» публикует и первую книгу прозы  – сборник «Первая молния».
В дальнейшем советский читатель увидел много литературных произведению писателя и поэта: «Ни минуты раскаяния» (1974), «Под Созвездие Льва» (1978), «Прощальные костры» (избранное, 1980), «Размышления» (1984), «Дань времени» (1990), «Цвета» (1995), сборники стихотворений «Две тетради» (1982) и «Позиция» (1987), книга мемуаров «На острове воспоминаний» (2007). Его творчество не раз переводилось на чешский, испанский, болгарский, французский, эстонский, польский, немецкий языки.
Знаменательным событием стало его участие и авторство к литературно-драматической композиции и большинства текстов песен для концертной программы «Через всю войну» ансамбля «Песняры» (композитор В. Мулявин) в 1984 году.
Активно работал с киностудией «Беларусьфильм». В 1974 году его рассказ «Необычная смерть» был экранизирован на Киевской киностудии имени Александра Довженко. По его сценариям снимались документальные фильмы: Жаворонки летят на Полесье» (1975), «Звезда Максима» (1980), «Наш Пимен» (к 70-летию Пимена Панченко), «Возвращение в первый снег» (1985).
Много работ было связано с переводом на русский язык поэзии и прозы белорусских авторов. В 1978 году вышла книга Габриэля Гарсиа Маркеса «Осень патриарха», перевод которой осуществил Валентин Тарас и Карлос Шерман.

## Дело ветеранов
В 1994 году на телевидении Беларуси был продемонстрирован четырёхсерийный документальный телевизионный фильм «После Победы», сценарий к которому подготовил и был ведущим в кадре Валентин Тарас. Фильм подвергся жёсткой критике со стороны ветеранов Великой Отечественной войны. Высказывались требования возбудить уголовное дело «За клевету на Великую Отечественную войну и на ветеранов». Прокуратура Беларуси отказала в возбуждении уголовного дела.

## Награды
Награждён за боевые успехи:
- Орден Отечественной войны II степени
- другими медалями